# Extreme E
Extreme E是國際汽聯（FIA）認可的國際越野賽車系列賽，使用統一規格的電動SUV參加在世界偏遠地區，例如沙特阿拉伯沙漠或北極舉辦的越野比賽。所有比賽地點的選擇都是為了提高人們對氣候變化某些方面的認識，Extreme E推行一個“傳承計劃”(Legacy programme)，旨在為這些地點提供社會和環境支持。該系列賽還通過要求所有車隊要由一名女性和一名男性車手組成，共同承擔相同的駕駛職責，從而促進賽車運動中的性別平等。第一個賽季於2021年4月在沙特阿拉伯舉行的沙漠X-Prix開始。

## 歷史

### 籌備工作
Extreme E始於2018年，是由電動方程式創始人亞歷山大·阿加格和前車手吉爾·德·費蘭創辦的一個項目。該系列賽於2019年1月在倫敦舉辦的活動中向公眾展示。該發佈會在聖赫勒拿號貨輪上舉行，該船將作為該系列賽的“流動圍場”，並宣佈大陆輪胎將作為輪胎供應商和巴西公司巴西冶金礦業公司作為鈮賽車的生產供應商。阿里·拉塞爾被任命為首席營銷官，而紅牛公司體育總裁凱斯特·威爾金森和妮娜·德雷爾簽約成為賽事和營銷經理。
2019年5月宣布了第一支參與該系列賽的車隊--Venturi車隊（儘管他們在第一個賽季開始之前退出）。 幾個月後，德國車隊Abt 運動線成為第二支加入該系列賽的車隊。
2019年7月，該系列賽的第一款賽車斯帕克 奧德賽21在古德伍德速度節上展出。2019年12月，賽會發布了首賽季（2021年）的暫定賽曆，賽站舉行地點包括塞內加爾、沙特阿拉伯、尼泊爾、格陵蘭和巴西。
2020年，肯·布洛克在1月的達喀爾拉力賽的最後階段駕駛Extreme E賽車，開始為系列賽引起關注。而在同年9月一級方程式世界冠軍路易斯·漢米爾頓宣布成立自己的Extreme E車隊，名為“X44”。前一級方程式冠軍尼科·罗斯伯格也成立了自己的車隊，并在首賽季擊敗長期競爭對手兼兒時好友兼前隊友路易斯·漢米爾頓的X44而獲得冠軍。 9月下旬和10月初在法國南部的 
拉斯托爾城堡附近舉行了為期六天的車手測試，參加車手包括一些知名賽車手如瓦尔特里·博塔斯，塞巴斯蒂安·勒布和让-埃里克·韦尔涅。
2020年11月，賽會把賽車交付給車隊，車隊可以塗上他們的賽車塗裝並熟悉車輛及其操作。這些車隊被允許進行不多於100公里的私人測試。其後在12月，在阿拉贡摩托城舉行了八支車隊的聯合測試和比賽模擬練習。
2021年1月，距離第一場比賽不足三個月，第三位前一級方程式世界冠軍简森·巴顿宣布參加Extreme E。除了成立自己的車隊外，他還以車手的身份參加部分的比賽。
“聖赫勒拿號”於2021年2月20日從利物浦出發，攜帶9輛賽車和設備參加4月的第一場比賽，並於3月14日抵達吉達。
在沙特阿拉伯新未來城的第二個賽季開幕戰之前，創始人阿加格宣布成立一個類似的越野電動錦標賽，稱為Extreme H，它使用相同的斯帕克 奧德賽21賽車，但該車將由氫來驅動。第一輛Extreme H原型車的開發正在進行中，計劃於2023年推出。第一季預計將於2024年，與Extreme E的第四季同時開始。

### 2021年賽季
第一季於2021年4月在沙特阿拉伯舉行的沙漠X-Prix開始，並於12月在英國結束。九支隊伍進行了五輪比賽。由於2019冠状病毒病疫情，賽會必須在賽季期間修改賽曆，以兩輪歐洲比賽取代原計劃在南美舉行的兩場賽事。由莫莉·泰勒和約翰·克里斯托弗森組成的“罗斯伯格X車隊”(Rosberg X Racing)成為第一屆Extreme E冠軍。

### 2022年賽季
第二季計劃於2022年2月再次在沙特阿拉伯開始。迈凯伦汽车將作為新團隊加入該系列賽。

### 2023年赛季
第三赛季于2023年3月在沙特阿拉伯开赛。Xite Energy退出本赛事，由卡尔·考克斯组建的“Carl Cox Motorsport”车队加入本系列赛。2023年12月，本赛季赛事在智利收官。罗斯伯格X车队的约翰·克里斯托弗森和米凱拉·阿赫林-科圖林斯基成为年度冠军。

### 2024年赛季
第四季于2024年2月在沙特阿拉伯开赛。本赛季将是Extreme E赛事的最后一个赛季，2025年起，赛事将更名为“Extreme H”，并舍弃目前的电气化赛车而采用氢燃料赛车进行比赛。本赛季有4支车队离开赛事，2支新车队加入。Abt Cupra车队、X44车队、齐普·甘纳斯车队、卡尔·考克斯车队退出了本赛事；SUN Minimeal XE车队、Legacy Motor Club车队加入本赛事。

## 比賽形式
車隊必須由一名女性和一名男性車手組成，他們分擔相同的駕駛職責。在每節比賽中，車隊必須完成兩圈（侏羅紀X-Prix由於距離較短，需要完成三圈），兩名車手各駕駛一圈（或是侏羅紀X-Prix分別駕駛兩圈和一圈）。車手切換需要發生在指定的“切換區域”(Switch zone)中。出於安全原因，此處強制執行速度限制和最短切換時間。
Extreme E比賽週末的形式在前兩個賽季中不斷演變。在目前的形式下，比賽從周六開始，進行一輪排位賽計時賽和另一場排位賽。然後，在周日，將舉行一系列的比賽，以確定賽事獲勝者。排位賽的第一輪是兩圈計時賽，而第二輪包括兩場五車預賽，車隊中的兩名車手各跑一圈，基於比賽結果而分發排位賽積分（計時賽獲勝者為10分，最後一名為1分；預賽為 10-8-6-4-2 分）。排位賽積分的高低將決定排位賽的最終成績。在第一賽季中，排位賽的第一名會獲得了積分榜積分。排位賽的成績決定哪隊參與哪場第二輪比賽：排位賽第一、第四、第五名晉級半決賽1；第二、三、六名晉級半決賽2；第七、八、九、十名的隊伍將參加“瘋狂賽”(Crazy Race)。每場半決賽中最先完賽的兩支隊伍以及瘋狂賽的獲勝者將獲得資格參加決賽。
此外，賽會也設置了“超級賽區”，與一級方程式的最快圈速相似。在比賽週末任何比賽（包括排位賽，半決賽和決賽）中通過該賽區最快的車隊將獲得5分額外積分。在比賽期間，每圈可以使用一個“Hyper Drive”，能提供四秒的額外動力。

## 比賽用車

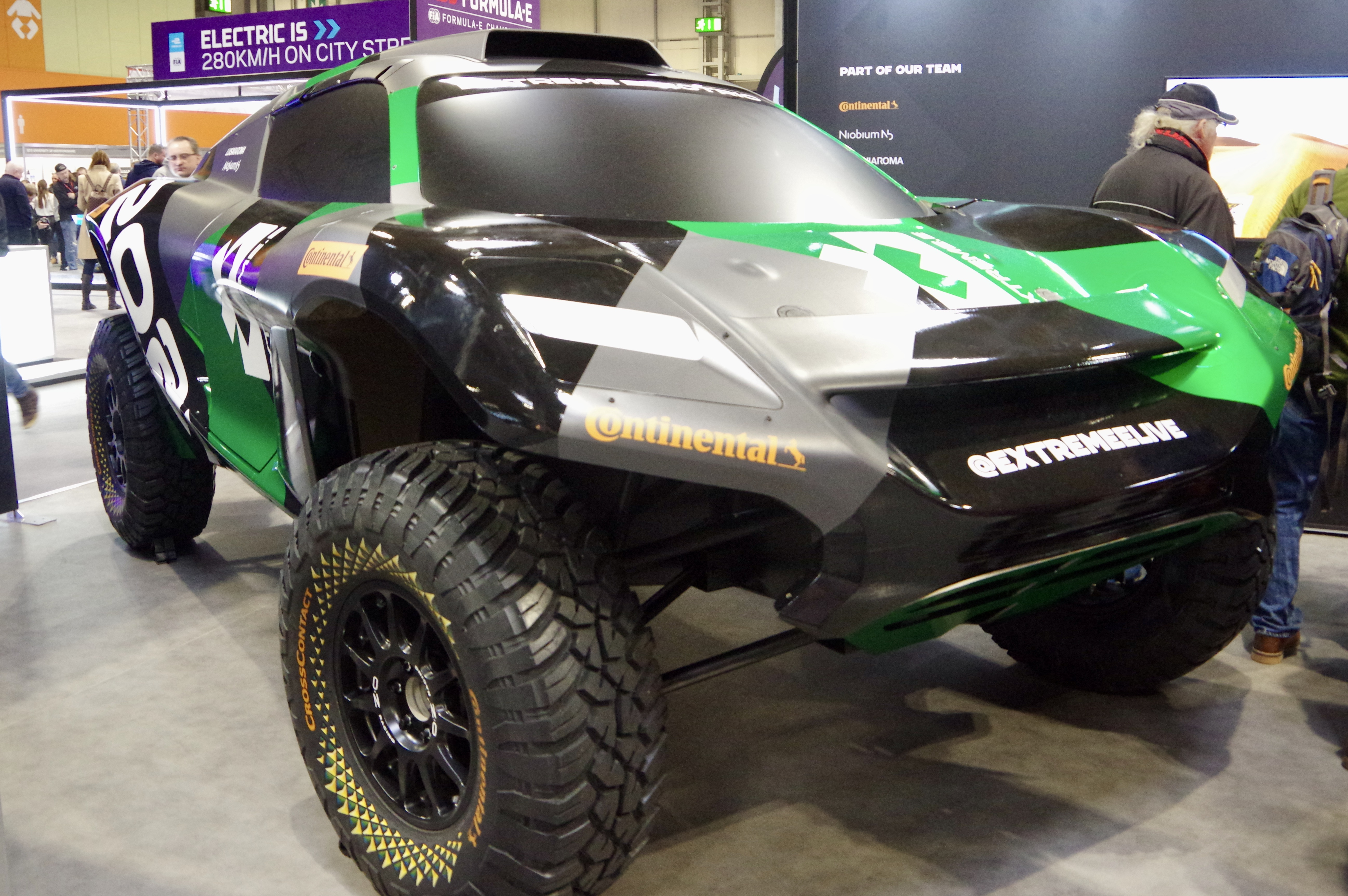
Extreme E賽車:斯帕克 奧德賽21

斯帕克奧德賽21電動 SUV 在2019年7月5日的古德伍德速度節上亮相。該車輛由電動方程式賽車的製造商 斯帕克製造，電池由威廉姆斯先进工程公司生產。該車配備了鈮增強型鋼合金管狀框架，以及防撞結構和防滾架。它的重量為1650公斤，能夠在4.5秒內由0加速至100英里每小時，功率為400千瓦。
奧德賽21於2020年1月在沙特阿拉伯的2020年達喀爾拉力賽中進行了展示。Guerlain Chicherit在比賽開始前一天的試車中駕駛這輛車，肯·布洛克駕駛它參賽，并在賽車組別中以第三快的時間完賽.

## 車隊與車手
Extreme E規則要求每支車隊由一名女性和一名男性車手組成，他們分擔著相同的駕駛職責（會每場比賽中間更換車手）。
2019年9月，Extreme E發布了一份正式註冊有興趣參加該系列賽的車手列表。車隊可以從這個列表中選擇車手，但他們也可以簽下任何其他車手。11月，第二批入選者加入了該列表。第一個車手簽約於2020年6 宣布，奇普·加納西賽車與薩拉·普萊斯簽約。
首個賽季於2021年4月開始，共有9支車隊的18名車手參加。雖然每場比賽有18位車手參加，但後備車手可以在隨後的每輪比賽開始前替換任何車手。

## 赛季冠军
| 赛季 | 车队总冠军    | 车手总冠军        | 车手总冠军          |
| 赛季 | 车队总冠军    | 男性              | 女性                |
| ---- | ------------- | ----------------- | ------------------- |
| 2021 | 罗斯伯格X车队 | 约翰·克里斯托弗森 | 莫莉·泰勒           |
| 2022 | X44车队       | 塞巴斯蒂安·勒布   | 克里斯蒂娜·古铁雷斯 |

## 比賽地點和傳承計劃
Extreme E在已經被氣候變化破壞的地方比賽，以提高人們對氣候變化帶來的問題的認識，並諮詢了生態專家以將比賽對環境的影響降至最低。該系列賽設立所謂的“傳承計劃”(Legacy programme)，旨在為賽場所在地的的社會和環境挑戰提供支持。
| 區域       | 舉辦國家   | 地點                   | 賽季 | 傳承計劃                                                 |
| ---------- | ---------- | ---------------------- | ---- | -------------------------------------------------------- |
| 極地       | 格陵兰     | 康埃卢苏阿克, 羅素冰川 | 2021 | 联合国儿童基金会青年氣候教育和兒童權利意識計劃，黑冰收集 |
| 青銅       | 智利       | 安托法加斯塔           | 2022 | 不適用                                                   |
| 沙漠       | 沙特阿拉伯 | 沙蘭,歐拉              | 2021 | 保育瀕危紅海龜                                           |
| 沙漠       | 沙特阿拉伯 | 新未來城               | 2022 | 保育瀕危紅海龜                                           |
| 海島       | 意大利     | 卡波特烏拉達，撒丁島   | 2021 | 消除二氧化碳                                             |
| 海島       | 意大利     | 卡波特烏拉達，撒丁島   | 2022 | 不適用                                                   |
| 侏罗纪海岸 | 英國       | 博文頓營,多塞特郡      | 2021 | 與英國國民信託合作，進行海狸重新引入                     |
| 海洋       | 塞内加尔   | 玫瑰湖                 | 2021 | 紅樹林修復                                               |

## 運輸和後勤

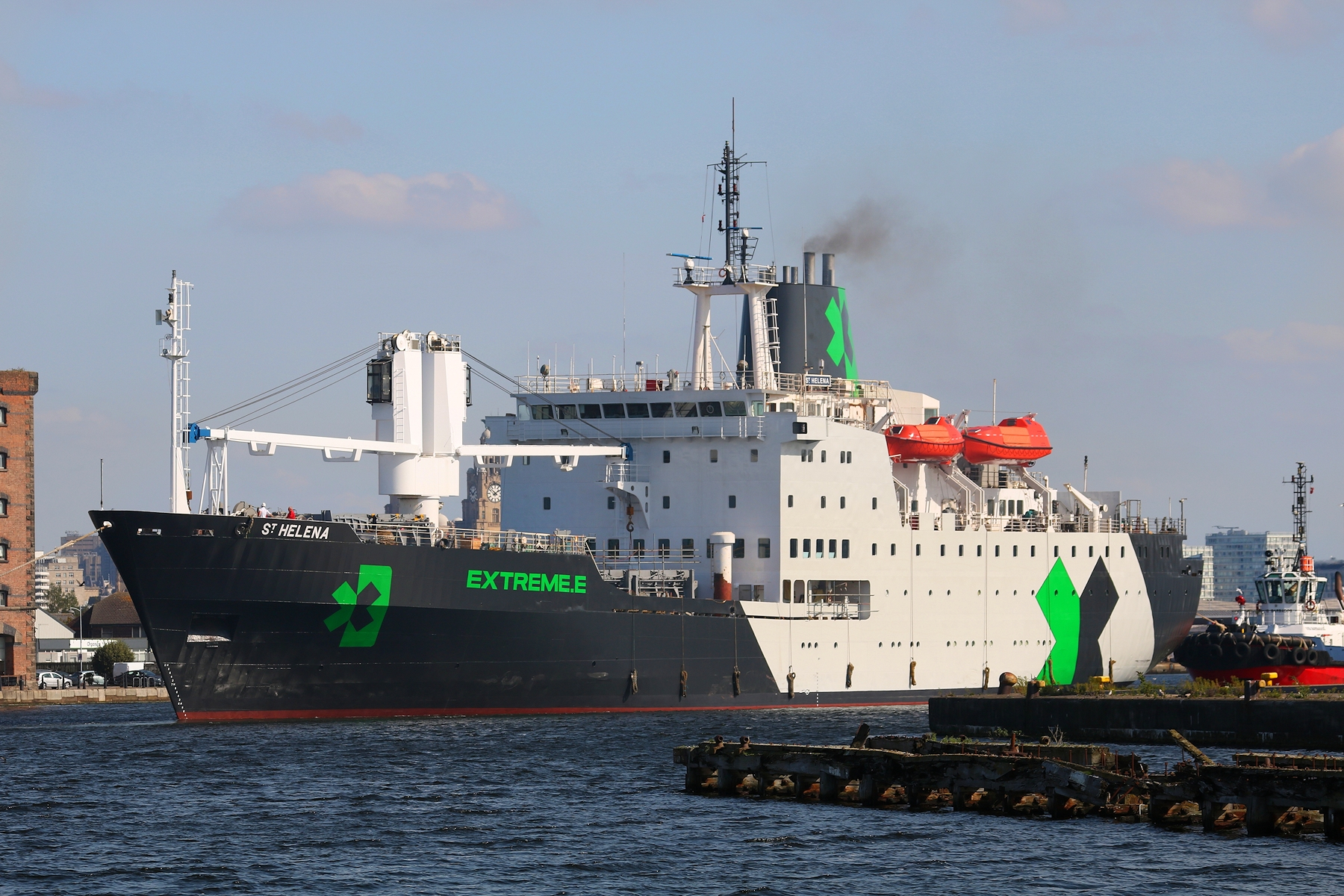
塗上Extreme E塗裝的“聖赫勒拿號貨輪”

“聖赫勒拿號”，是前英国皇家邮轮，用作賽會的總部和“流動圍場”。它用於將包括賽車在內的所有設備運送到比賽地點（或最近的港口），與空運相比減少碳排放。通過轉換推進裝置和使用超低硫柴油運行的發電機，船舶的碳足跡已經減少。“聖赫勒拿”號還充當研究船，載有科學家並可能在比賽地點舉行會議。
Extreme E使用由AFC能源提供的燃料电池技術。燃料电池由水和太陽能產生能源，然後用於為車輛充電，從而實現可持續的離網發電。

## 比賽轉播和紀錄片
極光全球傳媒(Aurora Media Worldwide)和北一電視台被選為主要廣播平台，製作現場比賽報導和紀錄片系列，結合體育和科學故事。奥斯卡金像奖獲獎電影製作人費舍·斯蒂文斯被聘為系列的藝術總監來製作紀錄片。吉爾·德·費蘭說：“觀眾可以期待一種全新的體育體驗方式，每一集都不僅講述了一場比賽的故事，還講述了Extreme E正在探索更廣泛的意識競賽以及保護這些偏遠且具有挑戰性的環境的必要性。”
在2021年第一季之前，已經製作了一部三集的電視劇，記錄了打造全新賽車系列的過程。2021年第一季，已經製作了一些三集的電視劇，記錄了打造全新賽車系列的過程。
現場直播由倫敦工作室的安德魯·科利和珍妮·高主持，現場記者蕾拉·安娜-李還帶來了20集的雜誌型節目，名為“電動奧德賽”。
YouTube上可以免費觀看比賽的現場直播。

## 外部鏈接
- 官方网站